# Liste des gares de la Drôme

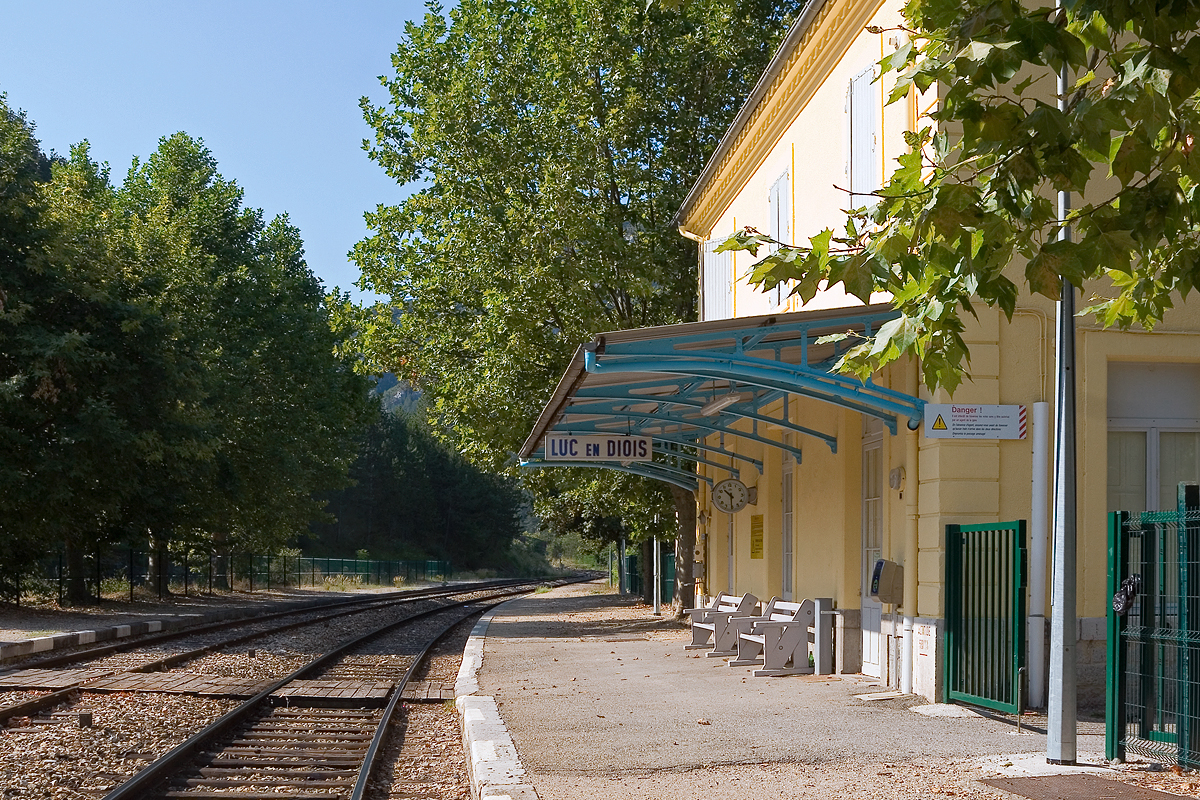
La gare de Luc-en-Diois.

La liste des gares de la Drôme, est une liste des gares ferroviaires, haltes ou arrêts, situées dans le département de la Drôme, en région Auvergne-Rhône-Alpes.
Liste actuellement non exhaustive, les gares fermées sont en italique.

## Gares ferroviaires des lignes du réseau national

### Gares ouvertes au trafic voyageurs
- Gare de Crest
- Gare de Die
- Gare de Donzère
- Gare de Livron
- Gare de Loriol
- Gare de Luc-en-Diois
- Gare de Lus-la-Croix-Haute
- Gare de Montélimar
- Gare de Pierrelatte
- Gare de Romans - Bourg-de-Péage
- Gare de Saillans
- Gare de Saint-Rambert-d'Albon
- Gare de Saint-Vallier-sur-Rhône
- Gare de Tain-l'Hermitage - Tournon
- Gare de Valence TGV
- Gare de Valence-Ville

### Gares fermées au trafic voyageurs: situées sur une ligne en service
- Gare d'Alixan - Châteauneuf-d'Isère
- Gare d'Allex - Grane
- Gare d'Andancette
- Gare d'Aouste-sur-Sye
- Gare de Beaurières
- Gare de Châteauneuf-du-Rhône
- Gare de La Coucourde - Condillac
- Gare d'Étoile-sur-Rhône
- Gare de Lalley - Croix-Haute
- Gare de Lesches - Beaumont
- Gare de Piégros-la-Clastre - Blacons
- Gare du Pont-d'Espenel
- Gare de Pont-de-Livron
- Gare de Pont-de-Quart - Châtillon
- Gare de Pontaix - Sainte-Croix
- Gare de Portes-lès-Valence
- Gare de Recoubeau
- Gare de La Roche-de-Glun
- Gare de Saint-Marcel-lès-Valence
- Gare de Saint-Paul-lès-Romans
- Gare de Saulce
- Gare de Serves-sur-Rhône - Érome
- Gare de Vercheny

### Gares fermées au trafic voyageurs: situées sur une ligne fermée
- Gare d'Épinouze
- Gare de Grignan - Chamaret
- Gare de Manthes - Lapeyrouse
- Gare de Montségur
- Gare de Nyons
- Gare de Saint-Paul-Trois-Châteaux
- Gare de Venterol - Rousset

## Voie étroite

### Gares fermées au trafic voyageurs situées sur une ligne fermée
- Gare d'Aix-en-Diois
- Gare de La Batie-Rolland
- Gare de La Baume-d'Hostun
- Gare de Beaumont-lès-Valence
- Gare de La Bégude-de-Mazenc
- Gare de Besayes
- Gare de Buis-les-Baronnies
- Gare de Chabeuil
- Gare de Chamaret
- Gare de Châteauneuf-de-Galaure
- Gare de Châtillon-en-Diois
- Gare de Chatuzange-le-Goubet
- Gare de Clérieux
- Gare de Cost - Montbrun
- Gare de Dieulefit
- Gare de L'Ecancière
- Gare de Fauconnières
- Gare de Granges-lès-Beaumont
- Gare du Grand-Serre
- Gare de Grignan
- Gare de Hauterives - Saint-Germain
- Gare de Malissard
- Gare de Marches
- Gare de Marsaz
- Gare des Martins
- Gare de Menglon
- Gare de Mollans - Propiac
- Gare de Montboucher
- Gare de Montéléger
- Gare de Montélier
- Gare de Montélimar-Esplanade
- Gare de Montmeyran
- Gare de La Motte-de-Galaure
- Gare de Mureils - Saint-Bonnet
- Gare des Paillas
- Gare de Pierrelongue
- Gare de Poët-Laval
- Gare de Portes
- Gare de Puygiron
- Gare de Rochetaillée
- Gare de La Rochette
- Gare de Romans-Ville
- Gare de Saint-Didier-de-Charpey
- Gare de Saint-Donat
- Gare de Sainte-Eulalie-en-Royans
- Gare de Saint-Jean-en-Royans
- Gare de Saint-Laurent-en-Royans
- Gare de Saint-Nazaire-en-Royans
- Gare de Saint-Roman
- Gare de Saint-Uze
- Gare de Saint-Vallier-Champ-de-Mars
- Gare de Saint-Vallier-Ville
- Gare de Tain-Ville
- Gare de Taulignan
- Gare de Treigneux
- Gare d'Upie
- Gare de Valence-République
- Gare de Vaunaveys

## Les lignes ferroviaires

### En service
- LGV Méditerranée
- LGV Rhône-Alpes
- Ligne de Lyon-Perrache à Marseille-Saint-Charles (via Grenoble)
- Ligne de Paris-Lyon à Marseille-Saint-Charles
- Ligne de Livron à Aspres-sur-Buëch
- Ligne de Valence à Moirans

### Désaffectée
- Ligne de Saint-Rambert-d'Albon à Rives
- Chemins de fer départementaux de la Drôme
- Ligne d'Orange à Buis-les-Baronnies
- Ligne de Pierrelatte à Nyons
- Chemin de fer Taulignan-Grignan-Chamaret